# Морозов, Арсений Иванович (фабрикант)
Арсений Иванович Морозов (1850, Москва — 1932, Москва) — фабрикант, мануфактур-советник, в 1894—1906 выборный Московского биржевого общества, в 1906—1909 году кандидат в выборные, старообрядец. Владелец «Богородско-Глуховской мануфактуры».

## Биография
Арсений Иванович Морозов родился в Москве в 1850 году в семье предпринимателя и промышленника Ивана Захаровича Морозова, председателя правления «Компании Богородско-Глуховской мануфактуры». У него был брат Давид Иванович Морозов (1849—1896) и сестра Аполлинария Ивановна. А его прадедом был знаменитый предприниматель Савва Васильевич Морозов.

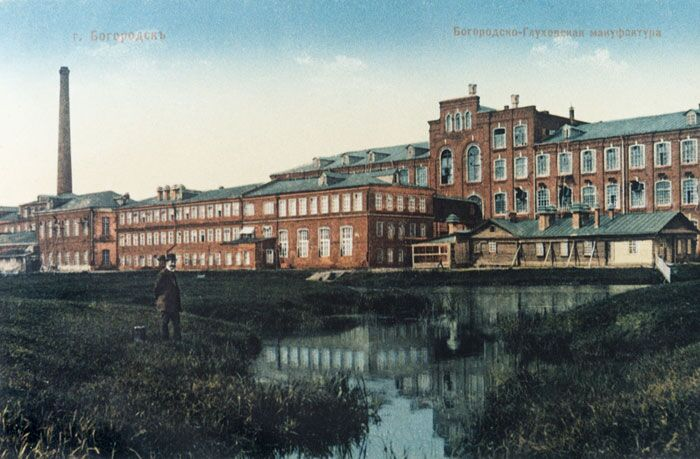
Богородско-Глуховская мануфактура. Открытка 1911 года

Арсений Иванович получил образование в Англии. Он был невысокого роста, с небольшой бородкой. По воспоминаниям современников глаза у него были открытые и добрые. Человеком он был очень религиозным.
В 1894—1906 годах был выборным Московского биржевого общества.

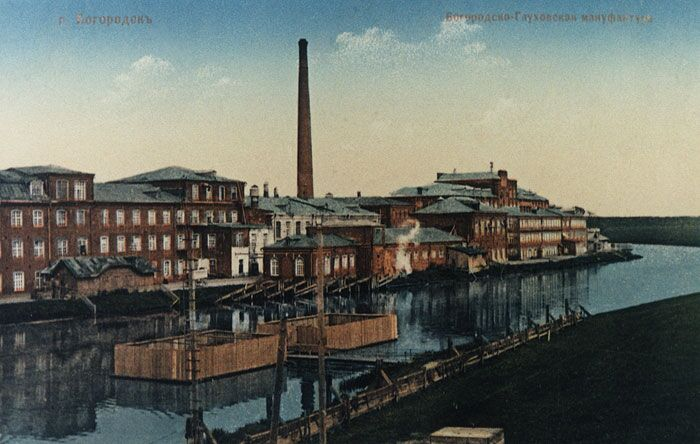
Богородско-Глуховская мануфактура

В 1884—1885 годах издал «Круг церковного древнего знаменитого пения» в 6 томах.
Арсений Морозов стал управлять Богородско-Глуховской мануфактурой в 1890 году и на этот момент на фабрике работало около 9 000 людей. Он занимался строительством новых фабричных корпусов, общежитий для рабочих, строил жилье для иностранных специалистов.
В 1906—1909 году — кандидат в выборные. Член Совета Рогожской старообрядческой общины. Финансировал строительство Тихвинского старообрядческого храма, построенного в 1912 году (ул. Хавская, 23). Арсений Морозов содержал при Богородско-Глуховской мануфактуре Морозовский хор, песни которого пользовались популярностью по территории всей Российской империи.
Большую часть времени Арсений Морозов жил в Ногинске (в районе Глухово), там же построил ткацкую фабрику, архитектором выступил А. В. Кузнецов. Коллекционировал живопись, которая сейчас хранится в собрании Ногинского краеведческого музея.
В 1909 году Арсения Морозова отлучили от церкви старообрядцев «австрийского согласия». Он покаялся в разногласиях и вскоре с него сняли отлучение. Арсений Иванович финансировал строительство около 15 старообрядческих храмов.
Жена — Любовь Степановна Овсянникова (1851—1924). Дети: Пётр Арсеньевич Морозов (1876 -?), Сергей Арсеньевич Морозов (1877—1932) и Мария Арсеньевна Морозова.
Когда предприятия Арсения Ивановича национализировали, он, по воспоминаниям родственников, отнесся к этому спокойно. Иногда А. И. Морозов заходил на фабрики, чтобы посмотреть, как ведется работа — после того, как у Морозова отобрали предприятия, на них пошел резкий спад производства. В газетах того времени печаталась информация о том, что он якобы иногда сидит на пеньке в лесу, смотрит на фабрики и радуется прекращению работы на фабричных корпусах. В 1918 году из 3,5 тысяч станков работало 200. Также ходили слухи, что иногда Арсений Морозов гулял возле фабрики, останавливал рабочих и спрашивал, рады ли они новой власти и тому, что фабрика перестает работать.
Арсений Иванович Морозов умер в 1932 году в Москве. Похоронен на Рогожском кладбище.

## Память
До нашего времени сохранился дом в стиле модерн Арсения Морозова, который расположен в Глуховском парке Ногинска. Архитектор здания — Александр Васильевич Кузнецов.
В 2023 г. было запланировано строительство памятника высотой в 2 м 18 см около Черноголовского пруда в Ногинске.